# 宮前村 (和歌山県)
宮前村（みやまえむら）は、和歌山県海草郡にあった村。

## 歴史
- 1889年（明治22年）4月1日 - 明治大合併により、名草郡宮前村が成立。
- 1896年（明治29年）4月1日 - 郡の統合により名草郡と海部郡が合併して海草郡となる[1]。
- 1919年（大正8年） - 村内のさらし粉工場の煙害が深刻化。会社側が住民側へ補償金の支払いを行う[2]。
- 1933年（昭和8年）6月1日 - 市町村合併により、和歌山市に編入。

## 現在の地名
現在、和歌山県和歌山市宮前地区としてその名を残している。
- 宮前地区の主な地名
  - 杭の瀬（当初は東杭の瀬、西杭の瀬、杭の瀬中ノ丁に分割）
  - 中島
  - 新中島（中島より分離）
  - 北中島（中島より分離）
  - 手平
  - 手平出島（手平より分離、三方を南出島に囲まれている）
  - 南出島（北出島は新南地区に含まれる）
  - 小雑賀

## 交通

### 道路
- 和歌山県道13号和歌山橋本線
- 和歌山県道135号和歌山海南線

### 鉄道
- JR紀勢本線（宮前駅）